# Toulgoetia obtusaria
Toulgoetia obtusaria là một loài bướm đêm trong họ Geometridae.